# 高橋郁郎
高橋郁郎（たかはし いくろう、1892年 - 1981年）は、日本の柑橘類の栽培における功績者。特に静岡県での「柑橘の父」といわれる。
静岡県立農学校を卒業後、国が開設した農商務省の農事試験場園芸部の見習生制度で技術を習得、のちにその後身である園芸試験場で技師として任務。静岡県柑橘試験場初代場長(1940年)。代表著作『柑橘』。「果実日本」誌の主筆・編集長。
サンボウカンの学名(Citrus sulcata hort. ex Ik. Takah.（またはhort. ex I. Takah.)は、高橋郁郎の命名による。

## 概要
柑橘類の栽培において土壌改良（肥料の影響）、病虫防除や消毒法、剪定など数々の技術法を実践、検証。分野の執筆は膨大で、講演やにおいてもそれを広める活動に従事した。アメリカのオレンジ産業事情や海外技術の紹介もおこなっている。栽培技術のみにとどまらず、国際価格や競争、ミカン缶詰やジュースの将来性、などの経営論・経済論にも筆や弁をふるい、出荷組合の必要を提唱し、さらには課税制度など行政のありかたにもふれている。
戦時中は、芋・麦の増産のためミカン園を伐採せよとの国策に抵抗。戦後は全国のミカン園の復興に尽力した。
長男、高橋裕は工学者・東京大学名誉教授。長女、高橋百合子は愛知県立看護短期大学教授。

## 略歴
- 1892年 静岡県賀茂郡岩科村（現今の賀茂郡松崎町）雲見に生まれる。[3][4]
- 1909年 県立中泉農学校（現・磐田農校）卒。
- 1909年 農商務省農事試験場園芸部（清水区興津。現・果樹研究所カンキツ研究興津拠点）の見習生[3][9]
- 1913年 『柑橘栽培』執筆
- 1917年 園芸技師として熊本県に招聘。
- 1921年 農商務省園芸試験場（この年、園芸部より独立。果樹研究所の前身。）で、園芸技師に任命。
- 1931年 『柑橘』。前著の改訂。
- 1935年 静岡県柑橘専任技師。
- 1940年 静岡県柑橘試験場長(初代)に就任。
- 1946年 日本果実協会の設立。専務理事就任。機関紙「果実日本」の創刊。編集長。
- 1948年 日本果実協会を日本園芸農協連合会(日園蓮）が踏襲。（ただし機関紙の責任表示変更は「果実日本」11巻以降）。
- 1962年 日園蓮を退職。
- 1981年 没 享年89。「高橋柑橘顕彰会」および「高橋柑橘賞」設立。[3][4]

## 主な著作
- 高橋郁郎『柑橘栽培』成美堂書店、1913年。doi:10.11501/949324。 NCID BA3962674X。NDLJP:949324。
- 高橋郁郎『日本の果実産業』日本果實販賣農業共同組合連合會、1949年。 NCID BN07943121。NDLJP:1160941。
- 『柑橘』 (養賢堂, 1931)[10]、(増訂3版 1934)、(訂正4版、1936)、(増訂8~14版 1940、42、43、47、49、50、52)、(第4次改著版 1958、59、61、63)、(第5次改著版、1962、70、72)
- 高橋郁郎(1892-)『果実と共に半世紀』日本園芸農業協同組合連合会,静岡県柑橘農業協同組合連合会(販売)、1964年。doi:10.11501/2502908。 NCID BA72925249。

## 論文
- 高橋郁郎, 松岡仲助「ワシントンネーブルオレンヂの調査」『園藝試驗塲報告』第2号、農商務省園藝試驗塲、1924年5月、1-66頁、NAID 220000119254。
- 恩田鐵彌, 熊谷八十三, 高橋郁郎「柑橘の砧木に関する試験成績」『園藝試驗塲報告』第4号、農商務省園藝試驗塲、1925年12月、1-10頁、NAID 220000119256。
- 高橋郁郎, 花澤政雄, 染矢泰「蜜柑の品質に及ぼす病蟲防除劑の影響」『園芸學會雜誌』第8巻第1号、園芸学会、1937年、92-98頁、doi:10.2503/jjshs.8.92、ISSN 0013-7626、NAID 130001154983。
- 高橋郁郎「米国の柑橘園の緑肥問題-2-」『果実日本』第5巻第3号、日本園芸農業協同組合連合会、1950年3月、21-23頁、ISSN 09138242、NAID 40017580964。
- Haas R.C., 高橋郁郎「土壤に於ける肥料の分布と柑橘樹の生長」『果実日本』第5巻第7号、日本園芸農業協同組合連合会、1950年7月、13-15頁、ISSN 09138242、NAID 40017581010。
- 高橋郁郎「輸出品としての果実産業」『農業技術』第5巻第10号、農業技術協会、1950年11月、12-17頁、ISSN 03888479、NAID 40018408590。
- 高橋郁郎「夏橘の将来と良系の問題」『果実日本』第6巻第3号、日本園芸農業協同組合連合会、1951年1月、39-40頁、ISSN 09138242、NAID 40017581093。
- 高橋郁郎「柑橘の剪定の改善と地方の調整」『果実日本』第6巻第5号、日本園芸農業協同組合連合会、1951年5月、10-12頁、ISSN 09138242、NAID 40017581106。
- 高橋郁郎「リンゴの荷造費及び輸送費と生産者の所得-ミカンとの比較-」『果実日本』第6巻第9号、日本園芸農業協同組合連合会、1951年9月、39-40頁、ISSN 09138242、NAID 40017581161。
- 高橋郁郎「鹿児島の柑橘」『果実日本』第7巻第4号、日本園芸農業協同組合連合会、1952年4月、18-20頁、ISSN 09138242、NAID 40017581226。
- 高橋郁郎「主要果実の生産費とその特色」『果実日本』第8巻第2号、日本園芸農業協同組合連合会、1953年2月、23-26頁、ISSN 09138242、NAID 40017581319。
- 高橋郁郎「ジュースと温州蜜柑の将来」『農業技術研究』第8巻第1号、静岡県農業協同組合中央会、1954年1月、25-26頁、ISSN 09124578、NAID 40018410244。
- 高橋郁郎「うまい果樹園の経営」『機械化農業』第2420号、新農林社、1954年7月、52-55頁、ISSN 00231371、NAID 40017612075。
- 高橋郁郎「柑橘の施肥の改善」『農業および園芸』第30巻第1号、養賢堂、1955年1月、ISSN 03695247、NAID 40018403486。
- 高橋郁郎「パラチオン剤は柑橘に普及するか」『果実日本』第10巻第4号、日本園芸農業協同組合連合会、1955年4月、ISSN 09138242、NAID 40017580813。
- 高橋郁郎「転機に立つミカン産業」『農業および園芸』第40巻第5号、養賢堂、1965年5月、731-736頁、ISSN 03695247、NAID 40018396130。
- 高橋郁郎「多難のミカン産業とその対策-1-」『農業および園芸』第43巻第9号、養賢堂、1968年9月、1356-1360頁、ISSN 03695247、NAID 40018397561。
- 高橋郁郎「輸入急増のグレープフルーツとその影響」『農業および園芸』第47巻第7号、養賢堂、1972年7月、967-971頁、ISSN 03695247、NAID 40018395062。
- 高橋郁郎「増植進む雑種晩柑」『農業および園芸』第49巻第7号、養賢堂、1974年7月、889-894頁、ISSN 03695247、NAID 40018395752。